# Itame sordida
Itame sordida là một loài bướm đêm trong họ Geometridae.